# Mustafa II
Mustafa II (ur. 6 lutego 1664, zm. 28 grudnia 1703) – sułtan z dynastii Osmanów, panujący w latach 1695-1703.
Syn Mehmeda IV, brat Ahmeda III, ojciec Mahmuda I i Osmana III. Mianował wielkim wezyrem Amcaoglu Huseyina Paszę. Ogromny wpływ miał na niego znienawidzony przez społeczeństwo wielki mufti Feyzullah Efendi.
Miał wielkie ambicje przywrócenia zwierzchności Osmanów nad Węgrami, udaremnione wskutek klęski armii tureckiej pod Zentą. Na mocy Pokoju w Karłowicach (1699) zmuszony był zrzec się Węgier i Siedmiogrodu (oprócz Banatu temeszwarskiego) na rzecz Austrii, Morei na rzecz Wenecji i Podola na rzecz Polski.
W 1696 r. utracił Azow zdobyty przez Piotra I Wielkiego; w 1703 r. stanął w obliczu buntu Gazi Gireja na Krymie oraz wybuchu niezadowolenia społecznego, którego przyczyną był sułtański rozkaz rozpoczęcia przygotowań do wyprawy na Gruzję. Na czele buntu stanęli nieopłacani żołnierze, których popierali ulemowie, uczniowie medres i ludność miejska. Powstańcy przybyli na plac At Meydani i wyłonili spośród siebie nowe władze. Gdy Mustafa II odmówił powrotu do stolicy, ogłoszono jego detronizację na rzecz jego brata Ahmeda III. Zmarł 3 tygodnie później śmiercią naturalną.